# 贵阳褛网蛛
贵阳褛网蛛（学名：Psechrus guiyangensis）为褛网蛛科缕网蛛属的动物。在中国大陆，分布于贵州等地。该物种的模式产地在贵州。